# 執行真希
執行 真希（しぎょう まき、1982年3月3日 - ）は、日本のニュースキャスター・リポーター。MBC南日本放送報道部に所属していた。

## 人物
- 福岡県出身で、2005年にMBCへ記者として入社。同期にはアナウンサーの美坂理恵[2]がいる。2008年3月より「MBCニューズナウ」を藤原一彦と担当。これは、前任の福山喬子が東京支社へ異動するのに伴う抜擢であった（初回は自身の誕生日でもあった）。しかし司会者としての訓練を受けていない為、就任までアナウンサーの植田美千代から厳しい特訓を受けた（「スタッフは見たっ」2008年2月19日分）。
- 新キャスターとして就任する際の自己紹介によれば（現存しない）、「母親が鹿児島出身で、帰省中に8・6水害（平成5年8月豪雨）へ遭遇。その際に記者を志した」と語っていた。
- 2011年3月25日で「ニューズナウ」を卒業して、3月28日からは1年後輩の竹内梢へ譲った。また、一部関係者のブログで3年後輩の清川真衣と共にMBCも「卒業」した事が明かされており、3月末でMBCも退社した形になる。
- 2013年4月からは、東京・BS-TBSの報道番組「週刊BS-TBS報道部」にリポーターなどとして出演している。
- 2017年1月1日より2011年に卒業した「ニューズナウ」に新キャスターとして復帰。2016年秋以降、同番組内で中継や取材などの場面でリポーターとして出演していた。
- 2022年3月末、再びMBCを退社[1]。

## 過去の担当番組
- MBCニューズナウ 月 - 金曜日キャスター（2008年3月3日 - 2011年3月25日、2017年1月1日 -?）
- 週刊BS-TBS報道部 リポーターほか（2013年4月 - ）